# Toccata
Toccata (italiensk, af toccare, "at berøre"), en af de ældste betegnelser for et musikstykke for tangentinstrumenter (de tidligste af Giovanni Gabrieli og Claudio Merulo i slutningen af det 16. århundrede), oprindelig uden nogen bestemt karakter eller form. Senere blev benævnelsen toccata anvendt fortrinsvis om musikstykker for orgel eller klaver, hvis særlige karaktermærker var hurtige bevægelse og små, ensartede nodeværdier (Bach, Frescobaldi). 

## Historie

### Renæssancen
Toccata er en af de ældste betegnelser for instrumentale musikstykker, og var oprindelig ikke meget forskellig fra sonata, fantasia, ricercar med flere. 
Musikformen opstod i senrenæssancen. De ældste toccataer, man kender, blev publicerede af Claudio Merulo i 1598, men blev sandsynligvis skrevet meget tidligere. Som regel begynder de med fulde harmonier som mere og mere går over i hurtige passager med små fuga-afsnit ind imellem. Flere andre norditalienere, som Adriano Banchieri, Andrea og Giovanni Gabrieli og Luzzasco Luzzaschi inkluderede toccataer i deres udgivelser. Hans Leo Hassler, som studerede hos Andrea Gabrieli i Venedig, bragte musikformen med sig tilbage til Tyskland, hvor den efterhånden udviklede sig til sin mest udviklede form.

### Barokken
I barokken blev toccataerne længere, mere intense og virtuose end de var i renæssancen, ofte med hurtige løb og arpeggioer som veksler med fuga-sektioner eller fuldtonende akkorder. Vigtige toccatakomponister i perioden før Bach var Girolamo Frescobaldi, Johann Pachelbel, Michelangelo Rossi, Johann Jakob Froberger, Jan Pieterszoon Sweelinck, Alessandro Scarlatti og Dietrich Buxtehude.
Senere i barokken blev toccataer mest brugt som et præludium, som blev spillet før fugaer. Det mest kendte eksemplet er d-mol-toccataen, som er overleveret under Bachs navn. Bach skrev flere toccataer for orgel og cembalo.

### Romantikken
Efter barokken har toccataformen været mindre anvendt, men nogen eksempler findes. Robert Schumann skrev i 1830 sin Toccata C-Dur, Opus 7 for klaver, et af de teknisk vanskeligste stykker. Med bygningen af store orgler blomstrede musikformen op igen i senromantikken, for eksempel har Max Reger og Charles-Marie Widor skrevet toccataer.